# Ločica pri Vranskem
Ločica pri Vranskem – wieś w Słowenii, w gminie Vransko. W 2018 roku liczyła 168 mieszkańców.